# Zählspiel
Das Zählspiel (englisch „Stroke Play“ oder „Medal Play“) ist eine Spielform im Golf, die im Jahr 1759 in St Andrews erstmals urkundlich erwähnt wurde.
Beim Zählspiel gewinnt der Spieler mit der niedrigsten Schlagzahl („Score“) über die festgesetzten Runden das Wettspiel. Normalerweise besteht eine Runde aus 18 Loch, seit 2006 sind auch Neun-Loch-Runden möglich. Die meisten Profiturniere bestehen aus vier Runden, die von Donnerstag bis Sonntag gespielt werden. Amateurwettspiele gehen normalerweise nur über eine Runde, jedoch wird die Clubmeisterschaft in den meisten Golfclubs über mehrere Tage und Runden ausgetragen.
Sofern brutto gezählt wird, gilt der absolut niedrigste Score als bestes Ergebnis. Bei der Nettowertung wird vom Bruttoscore jeder Runde das Course Handicap (ehemals Spielvorgabe, englisch Playing Handicap) des Bewerbers abgezogen. Beispiel: bei Score 90 und Spielvorgabe 18 ist das Nettoergebnis 72 – genau dasselbe wie bei einem Spieler mit Score 72 und Spielvorgabe 0.
Aus der Notwendigkeit der Ermittlung eines Scores für jedes Loch ergibt sich, dass beim klassischen Zählspiel jede Bahn tatsächlich zu Ende gespielt werden muss, auch wenn die Lage aussichtslos erscheint. Da dies gerade bei weniger guten Spielern zu Schwierigkeiten führen und den Ablauf insgesamt verzögern kann, wird in Deutschland zumeist die Variante des Zählspiels nach Stableford gespielt. Diese hat den Vorteil, dass immer ein Ergebnis berechnet werden kann, auch wenn nicht jeder Ball eingelocht wurde.